# Jon Howard
Jon Howard (Mechanicsburg, Pensilvania, 27 de abril de 1985) es un compositor, músico, productor y guitarrista de gira del grupo estadounidense de rock alternativo Paramore.

## Biografía
En 2004, poco después de su graduación del instituto, Jon se mudó a Lancaster, California para unirse a la banda Dizmas, la cual tenía contrato con el sello discográfico Forefront Records.
Después de dar cientos de conciertos en los Estados Unidos y haber grabado tres discos de estudio, los miembros de Dizmas se separaron en 2009. Posteriormente, Jon se movió a Nashville, Tennessee a principios de ese mismo año y allí se unió al grupo de pop punk cristiano Stellar Kart hasta el verano de 2010 y luego comenzó a escribir sus primeras canciones como compositor.
Jon ha desde entonces escrito canciones para varios artistas prominentes. Sus trabajos incluyen canciones para el grupo Kutless, tales como I'm Still Yours  y Remember Me, esta última coescrita con Nick De Partee para el álbum It Is Well lanzado en 2009, como así también canciones para los grupos Disciple y Addison Road. 
En el verano de 2010, Jon se unió al Brand New Eyes tour, la gira del grupo de punk rock estadounidense Paramore, siendo guitarrista rítmico, percusionista y tecladista.
Jon también apareció en el último video del álbum Brand New Eyes de Paramore, Playing God, junto a la banda y a amigos de la misma.
El 2 de abril de 2011 Jon se casó con Natalie Taylor, una cantante no tan reconocida proveniente de Nashville con la cual Howard trabajó haciendo música

## Discografía
Con Dizmas
- On a Search in America (2005)
- Tension (2007)
- Dizmas (2008)

Con Kutless (Como escritor)
- It Is Well (2009)

Con Stellar Kart
- Everything is Different Now (2010)

Con Paramore
- 2010 Summer Tour EP (2010)